# Operacja Sejm
Operacja Sejm – operacja prowadzona od lutego 1944 przez sowieckie organa bezpieczeństwa, a wymierzona w struktury Armii Krajowej i Delegatury Rządu na terenie byłych województw wschodnich II Rzeczypospolitej.
25 stycznia 1944 generał Bogdan Kobułow, jeden z funkcjonariuszy odpowiedzialnych za przeprowadzenie mordu katyńskiego, wydał wytyczne do operacji agenturalnego rozpracowania podziemia polskiego na Kresach Wschodnich II Rzeczypospolitej pod kryptonimem „Sejm”. Nazwę wzięto od rzeki Sejm płynącej przez południową Rosję i północną Ukrainę.
Zakończyła się w 1946 częściową likwidacją polskiego podziemia niepodległościowego na terytorium II RP włączonym do ZSRR.

## Literatura
- Praca zbiorowa: Operacja SEJM 1944-1946 (seria Polska i Ukraina w latach trzydziestych – czterdziestych XX wieku, t. 6), IPN, ISBN 978-83-60464-41-0.
- Praca zbiorowa: Atlas polskiego podziemia niepodległościowego 1944-1956, Warszawa - Lublin: Instytut Pamięci Narodowej. Komisja Ścigania Zbrodni przeciwko Narodowi Polskiemu, 2007, ISBN 978-83-60464-45-8.